# Caminho do Sabarabuçu
O chamado Caminho do Sabarabuçu foi uma das Estradas Reais surgidas no Brasil em função da mineração, no século XVIII, que ligava Barão de Cocais a Glaura (distrito de Ouro Preto).
Recentemente, descobriu-se uma extensão do Caminho Velho, que assim passava a atingir as vilas de Sabará e Caeté. Esta variante tinha como referência o rio das Velhas e a serra da Piedade, no alto de Caeté.